# Proanoplomus omeiensis
Proanoplomus omeiensis är en tvåvingeart som beskrevs av Zia 1964. Proanoplomus omeiensis ingår i släktet Proanoplomus och familjen borrflugor. Inga underarter finns listade i Catalogue of Life.